# Cynorkis saxicola
Cynorkis saxicola är en orkidéart som beskrevs av Rudolf Schlechter. Cynorkis saxicola ingår i släktet Cynorkis, och familjen orkidéer. Inga underarter finns listade i Catalogue of Life.